# Early hardstyle
Early hardstyle is een muziekgenre dat voorafging aan de hardstyle zoals die tegenwoordig bekend is.
De early hardstyle is ontstaan uit invloeden van early hardcore, hardcore, hardtrance en UK hardhouse. Het betreft  de periode 1999-2004.
Het bekendste earlyhardstylefeest was 'Qlubtempo', dat vanaf 2005 in de Heineken Music Hall werd gehouden. Daarvoor was dat in de Hemkade (Zaandam). Qlubtempo had in 2007 zijn afscheidsfeest in de Heineken Music Hall. De term 'early hardstyle' ontstond rond 2007 toen de nieuwere mainstream hardstyle in opkomst was en er een duidelijk verschil ontstond.  Vandaag de dag wordt early hardstyle nog veel gedraaid, ook op grote feesten als Decibel Outdoor, Hard Bass, Thrillogy, Hard Classics, Qlimax en Qountdown. Vaak is er op dergelijke feesten een classics podium waar de dj's oudere platen draaien. De typische sound van early hardstyle wordt niet veel meer geproduceerd.

## Dj's
Enkele producers en dj's in de periode 1998-2004:
- A-lusion
- Charly Lownoise
- Dana
- Deepack
- DHHD (Luna, Trilok & Chiren)
- Donkey Rollers (Zany, DV8 en Jowan)
- Gizmo
- Hardheadz (Pavo & The Prophet)
- Isaac
- Luna
- Pavo
- Seizure (Wildstylez)
- Showtek
- Southstylers
- The Prophet
- Zany

Enkele buitenlandse producers & dj's in de tijd 1998-2004:
- Blutonium Boy (D)
- Daniele Mondello (I)
- Kai Tracid (D)
- Technoboy (I)
- TNT (Technoboy & Tuneboy) (I)
- Scot Project (D)
- Tatanka (I)